# Supreme
Supreme — бренд одягу та магазинів, заснований, в Нью-Йорку в квітні 1994 року.

## Історія
Бренд був створений Джеймсом Джеббіа. Він народився в США, але жив в  Англії до 19 років.  перший магазин Supreme відкрився на Лафайєтт-стріт в центрі Мангеттена в 1994 році.  у 2004 році було відкрито другий магазин в Лос-Анджелесі, штат Каліфорнія, і майже вдвічі перевищував розмір першого, відкритого в Нью-Йорку . У березні 2016 відкрився магазин в Парижі, в 2011 - в Лондоні. У 2017 році, 5 жовтня відкрився магазин в Бруклінi. У 2018-2019 роках очікується відкриття магазинів в Мілані, Берліні і магазин у Великій Британії.
6 жовтня, 2017 року засновник Supreme, Джеймс Джебб заявив, що компанія продала 50% (близько 500 $ млн.) Своїх акцій інвестиційному фонду The Carlyle Group

## Співпраця
Supreme відомі своєю співпрацею з різноматними брендами, починаючи з іншими брендами, закінчуючи  з виробниками мотоциклів та цегли.
Найвідоміші колаборації були з брендами: Nike, Air Jordan, Vans, Clarks, Thrasher, The North Face, Hanes, Playboy, Levi’s, The Timberland Company, Comme des Garçons, Stone Island, Louis Vuitton, Everlast, Hysteric Glamour, B&O, Scarface